# Сатир в гостях у крестьянина
«Сатир в гостях у крестьянина» (нидерл. De sater en de boer) — картина фламандского живописца Якоба Йорданса. Написана около 1622 года с позднейшими авторскими надставками 1630—1635 годов. композиция иллюстрирует басню Эзопа «Человек и сатир». Художник неоднократно обращался к этому сюжету, похожие работы Йорданса хранятся в музеях Будапешта, Брюсселя, Касселя и Мюнхена. Московская версия была приобретена императрицей Екатериной II в 1768 году. До 1930 года хранилась в коллекции картинной галереи Эрмитажа, позднее передана в Государственный музей изобразительных искусств имени А. С. Пушкина, где и находится в настоящее время. Полотно несколько раз реставрировали, однако оно не подвергалось процессу дублирования на новый холст и входит в число немногочисленных картин XVII века, не прошедших такую процедуру.

## Сюжет
Картина иллюстрирует басню Эзопа «Человек и сатир». В басне рассказывается об их несостоявшейся дружбе.

 «Говорят, что когда-то человек с сатиром решили жить в дружбе. Но вот пришла зима, стало холодно, и стал человек дышать себе на руки, поднося их к губам. Спросил его сатир, зачем он это делает; ответил человек, что так он согревает руки в стужу. Потом сели они обедать, а еда была очень горячая; и стал человек брать её понемножку, подносить к губам и дуть. Снова спросил сатир, что это он делает, и ответил человек, что так он охлаждает кушанье, потому что ему слишком горячо. Сказал тогда сатир: „Нет, приятель, не быть нам с тобой друзьями, если у тебя из одних и тех же губ идет и тепло, и холод“» 
Морально-назидательный контекст басни предлагает остерегаться двуличных людей, у которых с одних и тех же губ идёт то тепло, то холод. На нидерландском языке эта басня была изложена в сочинении нидерландского поэта и драматурга Йоста ван ден Вондела в 1617 году. Возможно, именно эта книга стала источником вдохновения для живописца.
Художники с давних пор обращались к басне «Человек и сатир». Произведения на эту тему имеются в творчестве Венцеля Холлара, Иоганна Лисса, Яна Коссирса, Яна Стена, Барента Фабрициуса и других живописцев. Якоб Йорданс использовал этот сюжет в своём творчестве несколько раз. Похожие работы Йорданса в настоящее время хранятся в музеях Будапешта, Брюсселя, Касселя и Мюнхена.

## Варианты картины Якоба Йорданса «Сатир в гостях у крестьянина»

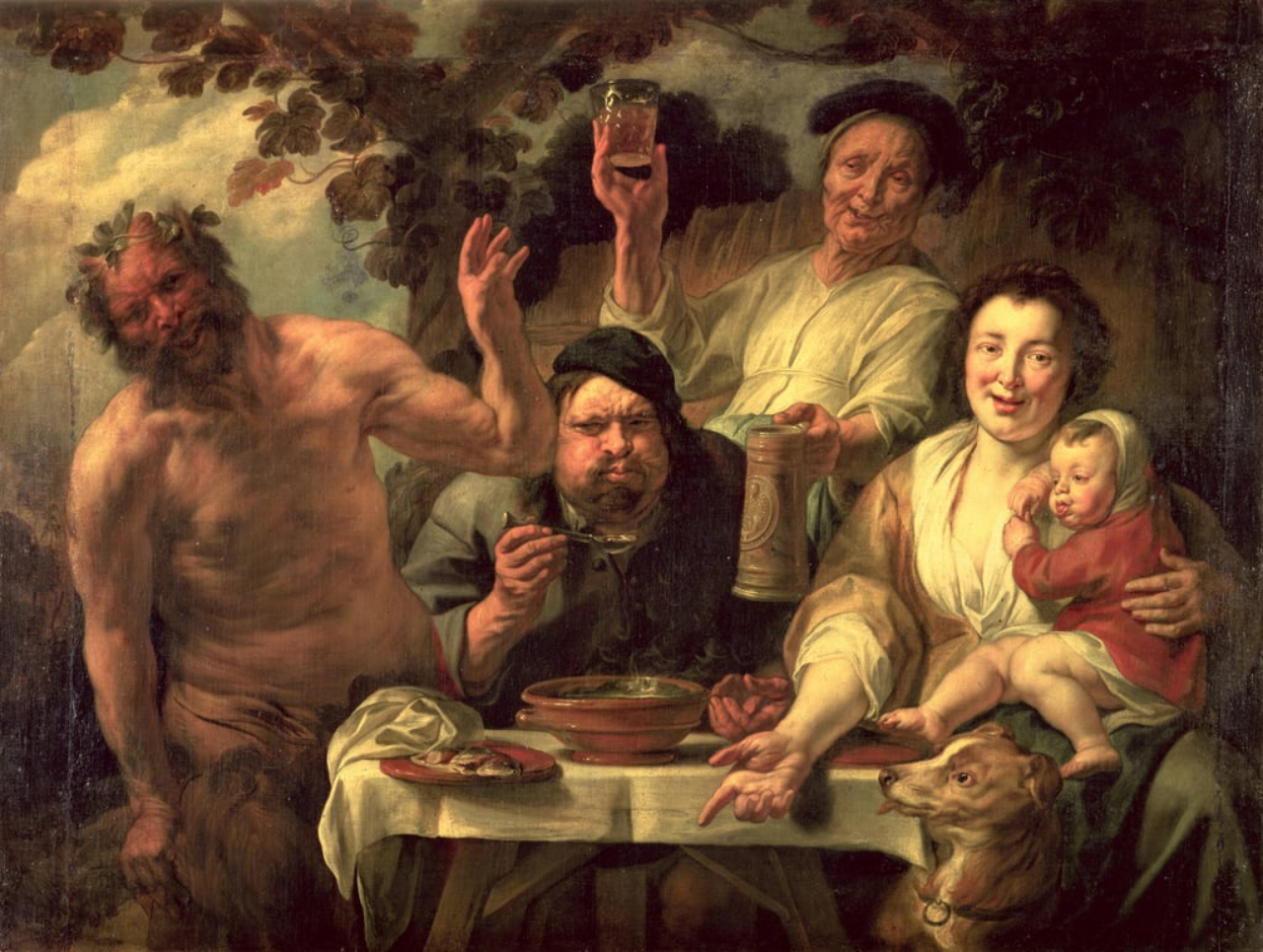
1620. Королевский музей изящных искусств, Брюссель
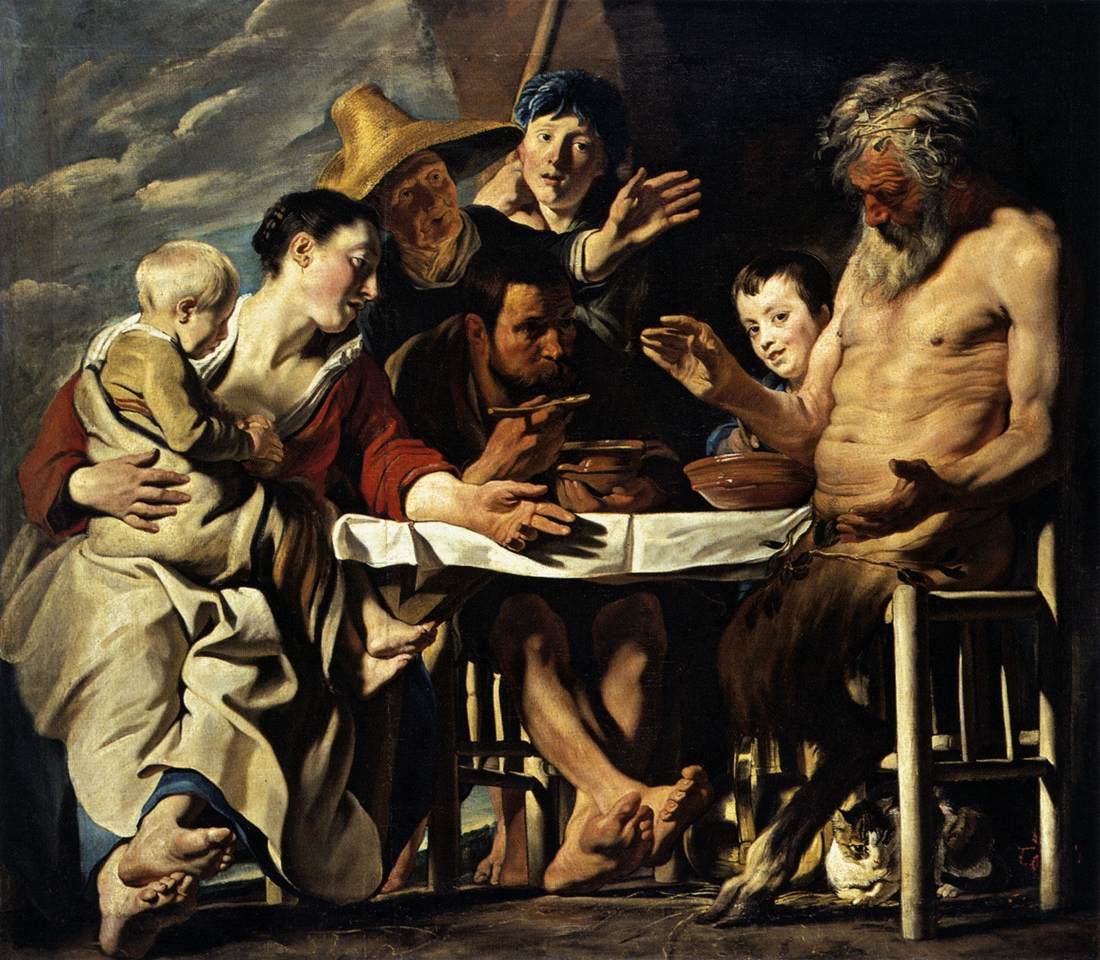
Около 1620 года. Кассельская картинная галерея, Кассель
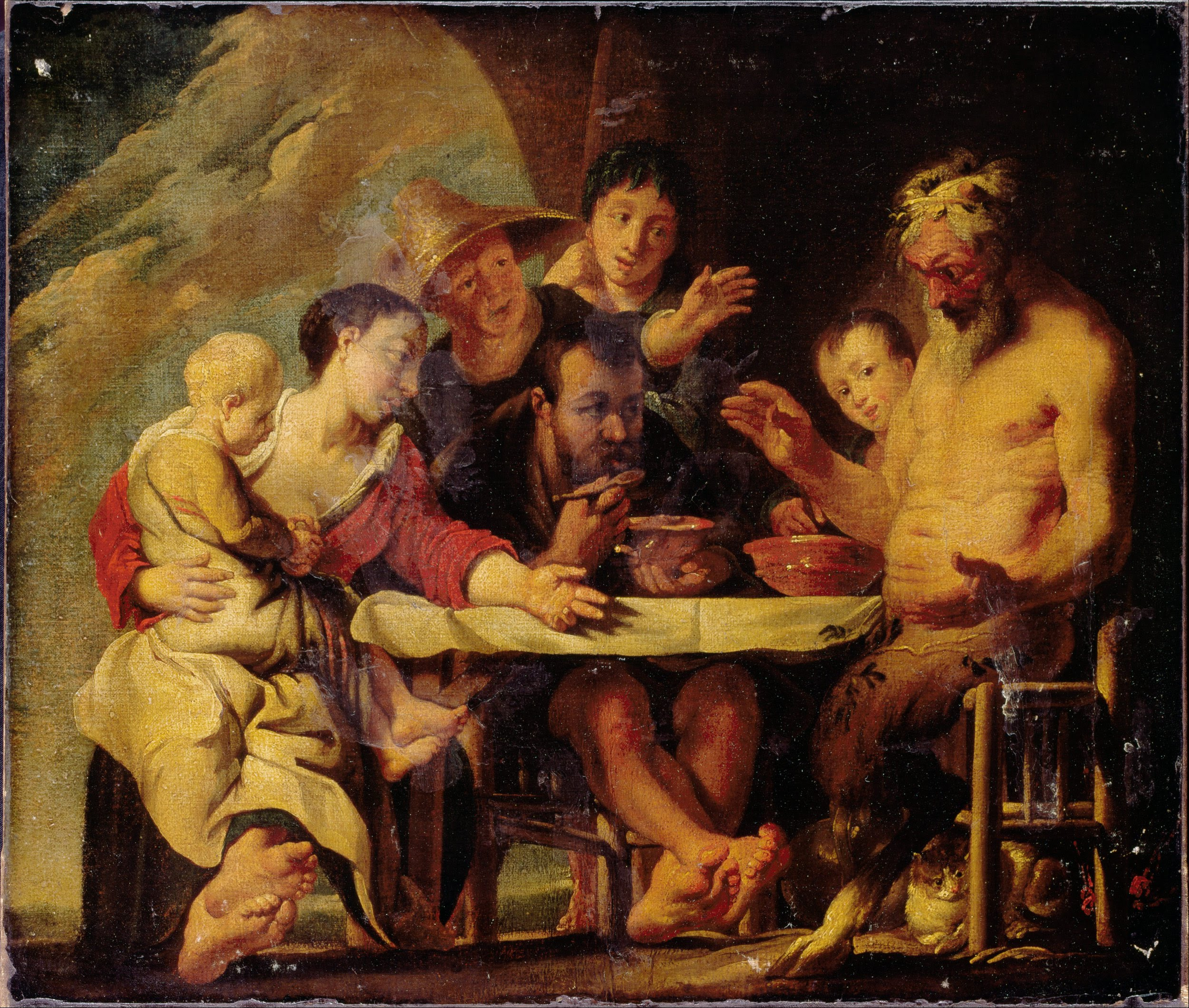
1620 год. 171 x 193,5 см. Далиджская картинная галерея, Лондон
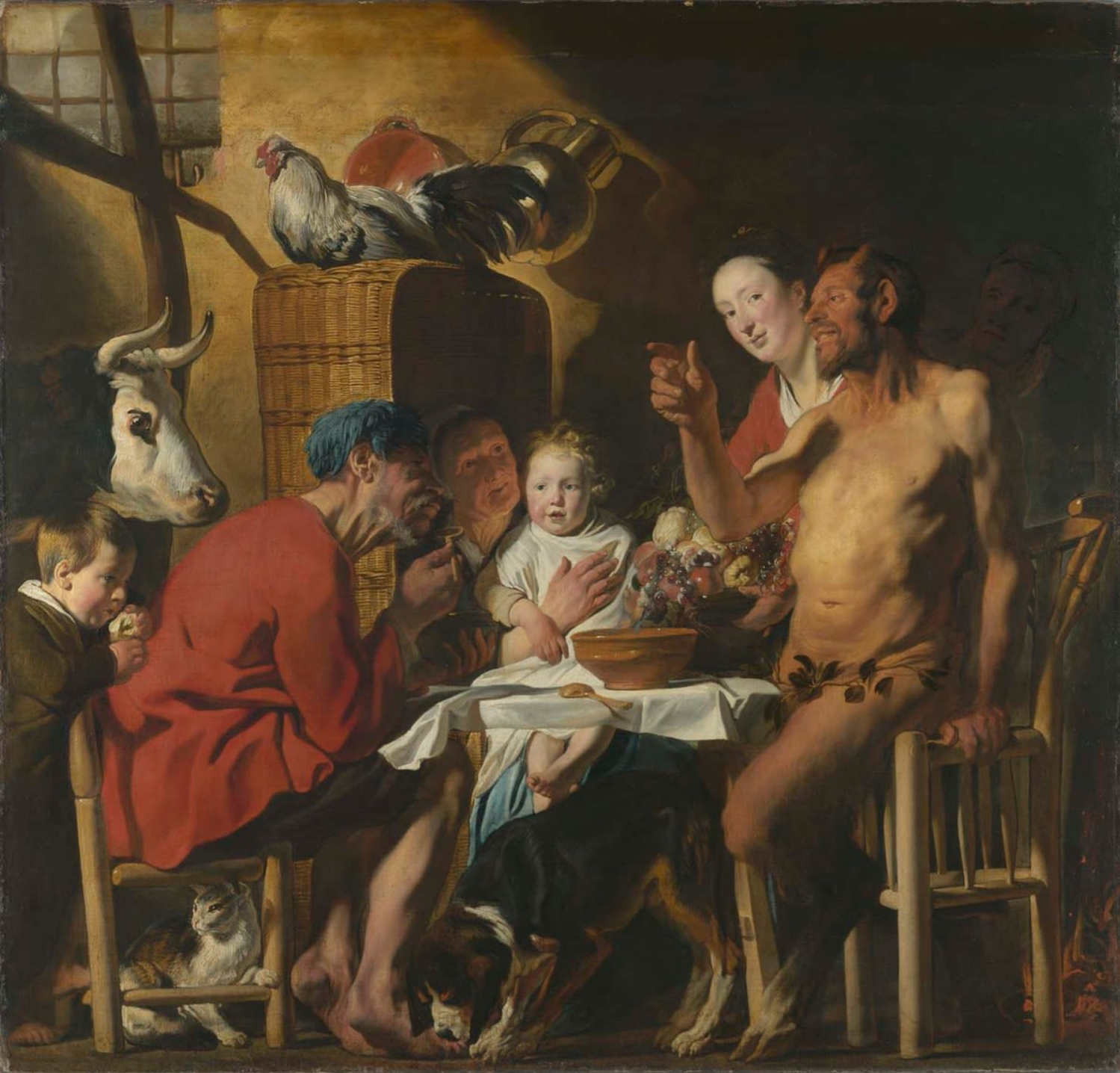
1620-1621 годы. 171 х 194 см. Старая пинакотека, Мюнхен
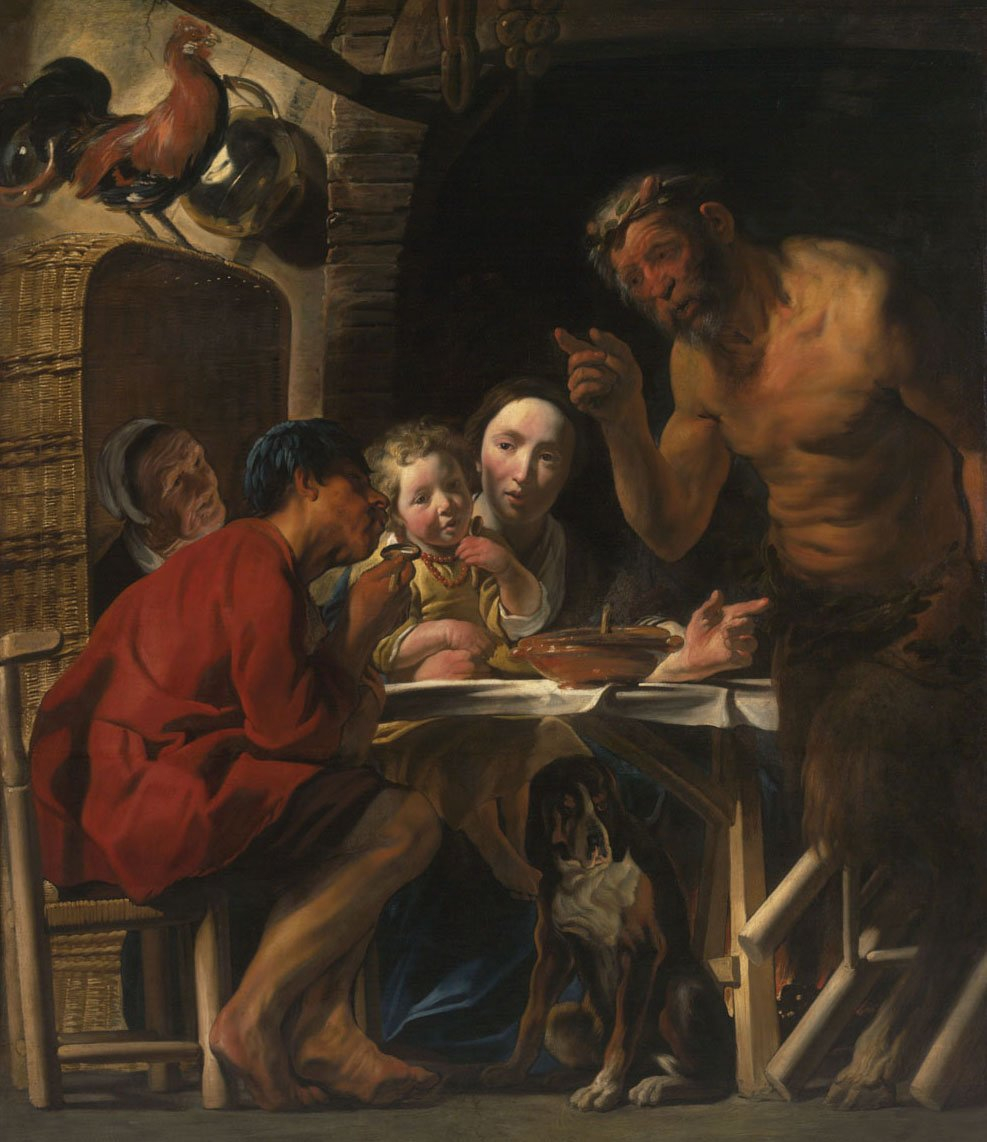
1625 год, 190 x 165 см. Музей изобразительных искусств, Будапешт
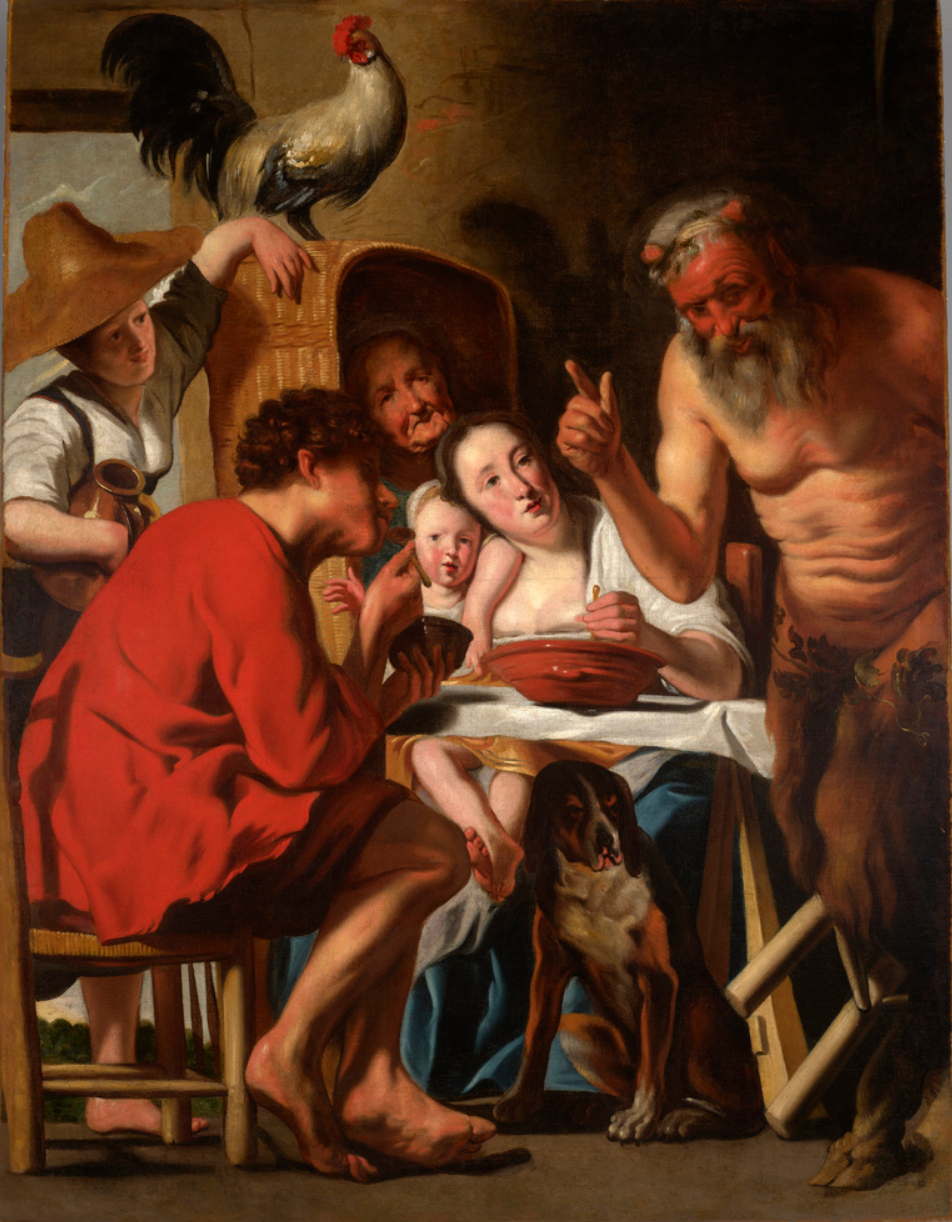
1620-е годы, 125 х 96 см. Музей Чарторыйских, Краков
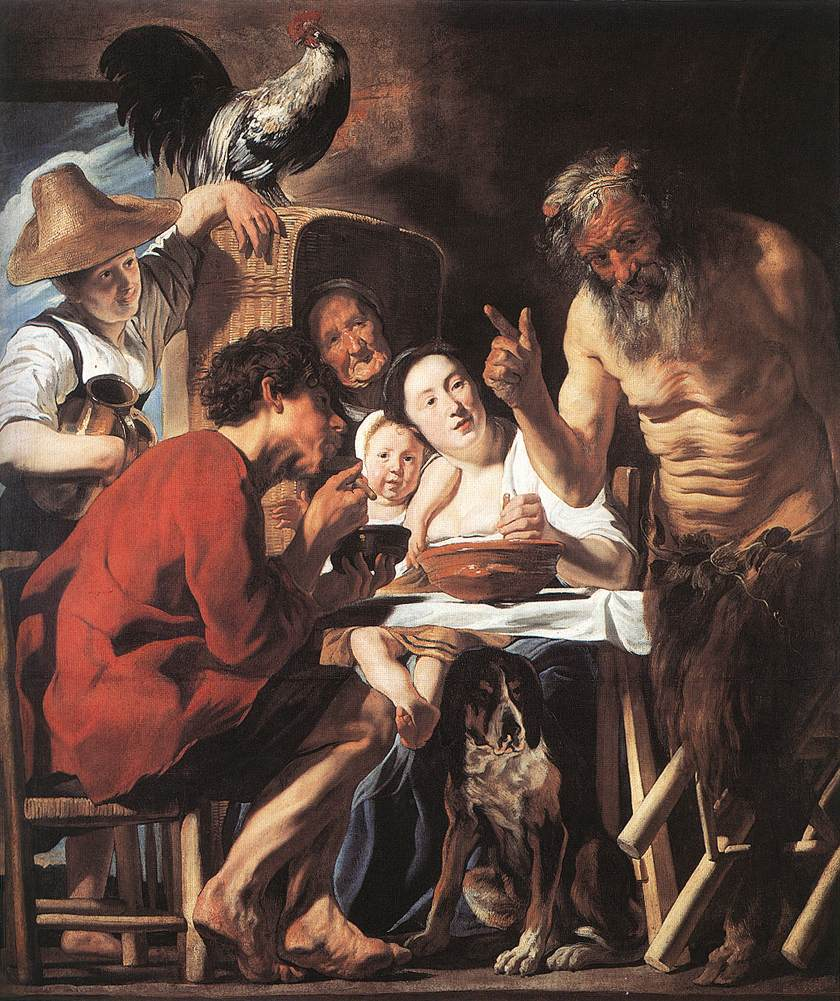
1650-е годы, 188,5 х 168 см. Королевский музей изящных искусств, Брюссель

## Композиция картины
Античная басня Эзопа на картине Йорданса приобретает национальный колорит, её действие переносится во Фландрию, в современный художнику быт. На картине показана сцена обеда: за столом собралась крестьянская семья, в гости к которой зашёл козлоногий сатир. Хозяева беседуют с ним, как со старым знакомым. Несмотря на покрытые шерстью ноги и копыта, сатир не выглядит неуместным в этой обстановке. Даже маленькая девочка не боится, а, наоборот, с открытым ртом внимательно его слушает. Сатир подаётся вперёд, чтобы лучше донести свою мысль. Его поза придаёт картине движение и динамику. Искусствоведы считают, что моделью женщины стала жена художника — Катарина ван Норт, а девочка — их старшая дочь Елизавета, родившаяся в 1617 году.
Картина была написана примерно в 1622 году. Холст, сшитый из двух вертикальных и одной горизонтальной полосы, имело размеры 153 × 164,5 см. Затем автор надставил его, изменив композиционное решение. Надставки, придав по краям больше свободного пространства, позволили разместить персонажей целиком. Авторские надставки исследователи относят к 1630—1635 годам. Окончательный вариант картины состоит из пяти сшитых кусков, размером 155 × 205 см. Все пять частей холста, особенно нижняя, отделённая светлой горизонтальной линией, хорошо различимы на картине. Так как Йорданс редко подписывал свои работы, своеобразным «автографом» мастера выступают как раз сшивка холста из разных кусков и последующие авторские надставки картины.
После исследования картины в рентгеновских и в инфракрасных лучах стало понятно, что от начальной композиции остались только фигуры крестьянина и мужчины за ним. Все остальные персонажи были частично или полностью переписаны. Например, жена крестьянина сидела ближе к мужу, а ребёнок на её руках смотрел не на сатира, а на зрителя. Положение самого сатира менялось художником, по меньшей мере, трижды. В одном из вариантов он был сдвинут к правому краю картины и при этом изображён с поднятыми (как при защите) руками. Позже художник переписал левую руку сатира так, чтобы тот сидел, облокотившись на спинку стула. Йорданс также переписал дальний план картины. Мужчина за спиной крестьянина вначале был изображён в широкополой шляпе. В окончательном варианте его головной убор не имеет широких полей, а в освободившемся месте помещён новый персонаж — старуха. Вместо большого глиняного горшка, стоящего под столом, в первом варианте картины была изображена собака.
При исследовании красочного слоя выяснилось, что при написании картины Йорданс использовал составные пигменты. Например, для передачи цвета кожи (карнации) персонажей он применял свинцовые белила с умброй. В изображении тлеющего очага на дальнем плане были обнаружены киноварь и свинцово-оловянистая жёлтая охра. Для синего Йорданс использовал индиго, а для затенённых участков юбки женщины — жжёную кость. Также были обнаружены следы красной и жёлтой охры, коричневого асфальта, красного и синего органических пигментов, мелкодисперсного чёрного пигмента (свечная сажа), свинцового сурика и мела.

## Происхождение
Имя заказчика картины неизвестно. Первое упоминание этого произведения относится к середине XVIII века. В это время картина находилась в личном собрании кабинет-министра двора Августа III графа Генриха фон Брюля, которое располагалось в Дрездене, в специально пристроенной к его дворцу галерее. В многочисленные обязанности кабинет-министра входили, среди прочего, заботы о комплектовании художественных коллекций для королевского двора. При его непосредственном участии были приобретены работы таких художников, как Тициан, Пуссен, Рембрандт, Рубенс и других. Впоследствии эти работы стали ядром Дрезденской картинной галереи.
После смерти Генриха фон Брюля его наследники продали коллекцию российской императрице Екатерине II за 180 000 голландских гульденов. В Россию картину привезли свёрнутой в рулон. В 1769 году её вставили в раму, вероятно уже существовавшую, а не изготовленную специально. Рама не полностью соответствовала размерам картины, а потому края живописного слоя холста были загнуты за подрамник.
В 1769 году «Сатир в гостях у крестьянина» упоминается в «Перечне важнейших картин в галерее, устроенной Её Величеством императрицей Екатериной II в Новом Зимнем дворце в Петербурге», написанном Якобом Штелином. Позже она была включена в первый рукописный каталог картинной галереи под порядковым номером 55. В 1859 году по новой описи картине присвоили номер 3080. В 1930 году картина была передана Государственному музею изобразительных искусств им. А. С. Пушкина (инвентарный номер 2615), где и находится в настоящее время. Директор музея Ирина Антонова считает данное полотно одним из центральных произведений картинной галереи Пушкинского музея.

## Реставрации
Картина реставрировалась не менее шести раз. Первые задокументированные сведения о реставрации полотна относятся к 1931—1934 годам. Тогда был удалён потемневший лак, позднейшие неавторские записи, восполнены утраты грунта.
В 1979 году в Государственном Эрмитаже проводилась выставка к 300-летию со дня смерти Йорданса. Согласно каталогу выставки, картины «Сатир в гостях у крестьянина» на ней не было представлено из-за «плохой сохранности, вызванной многочисленными надставками холста». В конце 2000-х годов картина находилась в аварийном состоянии: её поверхность настолько была испещрена сеткой грунтового и красочного кракелюра, что это даже мешало визуальному восприятию. Кроме того, красочный слой начал разрушаться, поэтому в 2012 году была проведена ещё одна реставрация.
При реставрации применялись размягчающие компрессы, которые позволяли «уложить кракелюр», а затем закрепить его, не повреждая авторский слой. Был заменён подрамник картины, а также проведены исследования в инфракрасных, ультрафиолетовых и рентгеновских лучах, взяты пробы красочного слоя. Процессу реставрации 2012 года посвящён документальный фильм «Возрождённый шедевр. Загадки Йорданса» (режиссёр Александр Беланов), показанный на телеканале «Культура».
Несмотря на несколько реставраций, картина «Сатир в гостях у крестьянина» не подвергалась процессу дублирования (переносу) на новый холст. Это большая редкость: практически вся живопись Эрмитажа, из коллекции которого происходит картина, в XIX веке была дублирована, несмотря на сложность и рискованность такой операции (чаще с дерева на холст). Большинство живописных произведений XVII века в европейских коллекциях также прошли процесс дублирования; в мире сохранилось чуть более десятка картин этого столетия, не прошедших такой процесс. Почему, то же не было сделано и с произведением Йорданса, неясно, но картина дошла до нас практически в первозданном виде.

## Выставки
Картина находится на постоянной экспозиции в Государственном музее изобразительных искусств имени А. С. Пушкина (Зал 9. Искусство Фландрии XVII века).
Крупнейшие выставки:
- «Якоб Йорданс (1593—1678). Картины и рисунки из собраний России». Государственный Эрмитаж. 2 марта — 26 мая 2019 года[22][23];
- «Русский Йорданс. Картины и рисунки Якоба Йорданса из собраний России». Государственный музей изобразительного искусства имени А. С. Пушкина. 17 сентября — 30 ноября 2019 года[24].